# I Can't Let Maggie Go
"I Can't Let Maggie Go" is een nummer van de Britse popgroep Honeybus uit 1968. 
Het lied is geschreven en geproduceerd door bandlid Pete Dello en werd uitgebracht als niet-album-single. Het bereikte de achtste plaats in de UK Singles Chart en de vijfde plek in de Nederlandse Top 40. Ook in Ierland en Nieuw-Zeeland werd de top 20 behaald. Begin jaren zeventig werd het weer een hit in het VK omdat het gebruikt werd in een televisiereclame voor brood. 

## NPO Radio 2 Top 2000
| Nummer met noteringen in de NPO Radio 2 Top 2000 | '99  | '00  | '01  | '02 | '03  | '04  | '05  |
| ------------------------------------------------ | ---- | ---- | ---- | --- | ---- | ---- | ---- |
| I Can't Let Maggie Go                            | 1915 | 1938 | 1704 | -   | 1978 | 1983 | 1912 |

1. ↑  Een '-' betekent dat het nummer niet was genoteerd en een vetgedrukt getal geeft de hoogste notering aan.
2. ↑  Deze tabel is bijgewerkt tot en met de laatste editie (2024).